# Avocação
Avocação, em Direito, significa o ato de atrair para si alguma competência. Se, apesar de conexão ou continência, por equívoco ou desconhecimento, forem instauradas ações ou recursos diversos, distribuídas para juízos diversos ou instancias diferentes, a autoridade de jurisdição prevalente poderá avocar os processos que corram perante outros juízos. 
Normalmente o juízo prevalente encaminha ofício aos demais solicitando a remessa dos autos e justificando a providência. Os outros juízes podem discordar e suscitar conflito positivo de competência. Só é possível a avocação se nenhuma das ações tiver sentença definitiva.